# King Island, British Columbia
King Island är en ö i Kanada.   Den ligger i Central Coast Regional District och provinsen British Columbia, i den sydvästra delen av landet, 3 800 km väster om huvudstaden Ottawa. Arean är 837 kvadratkilometer.
Terrängen på King Island är lite bergig. Öns högsta punkt är 1 668 meter över havet. Den sträcker sig 57,5 kilometer i nord-sydlig riktning, och 48,5 kilometer i öst-västlig riktning.